# Proasellus valdensis
Proasellus valdensis là một loài chân đều trong họ Asellidae. Loài này được Chappuis miêu tả khoa học năm 1948.